# Jack Rackham

Bandera de Jack el Calicó.

John ''Jack'' Rackham (Bristol, Inglaterra; 27 de diciembre de 1682 - Port Royal, colonia de Jamaica; 18 de noviembre de 1720), también conocido como Calico Jack, fue un marino y capitán pirata durante el siglo XVIII. Se ganó este sobrenombre debido a las coloridas ropas de calicó que llevaba, pero aún le hizo más famoso su diseño personal de bandera pirata que constaba de dos espadas en aspa bajo una calavera y por llevar a bordo a dos de las más famosas mujeres piratas: Anne Bonny y Mary Read.

## Biografía
Rackham había sido el contramaestre del capitán Charles Vane a bordo del bergantín Ranger. Se sabe que formaba parte de su banda de piratas cuando este abandonó el puerto de Nasáu en 1714 tras declarar la guerra al nuevo gobernador y a todos los piratas que aceptasen el Edicto de Perdón.
Cuando Charles Vane decidió huir de un buque de guerra francés, Rackham decidió aprovechar esta muestra de cobardía para deponer al capitán y erigirse mediante votación popular en el nuevo líder de los piratas. Tras su reciente nombramiento como capitán a causa del motín, abandonó a Vane y a sus leales en una chalupa y empezó a asaltar pequeñas embarcaciones en las zonas geográficas de las Indias Occidentales, Jamaica, el Paso de los vientos, las islas de Barlovento y Cuba. En la Jamaica inglesa capturó un bergantín llamado Kingston que estaba lleno de riquezas. Por desgracia, la captura llegó a oídos de los mercaderes de Port Royal y estos decidieron mandar cazarrecompensas en su búsqueda. La tripulación de Rackham, entre la que se encontraba él mismo, fue rodeada en la Isla de Pinos (Cuba) donde perdieron la Kingston y el tesoro al dejarlos anclados sin protección mientras procedían a esconderse en la selva. En un pueblo de Cuba robaron un balandro de procedencia inglesa llamado Revenge que había sido atrapado por un guardacostas español mediante una argucia.
Rackham regresó al puerto de Nueva Providencia (Bahamas) y allí suplicó el Perdón Real del gobernador Woodes Rogers alegando que había sido Vane quien les había forzado a él y a sus hombres a iniciarse en la piratería. Debido al odio que el gobernador tenía contra Vane, fueron indultados sin muchas objeciones. Durante su estancia allí, Rackham se enamoró de una joven casada llamada Anne Bonny, a quien conoció una noche en una cantina del puerto de Nueva Providencia y que era famosa tanto por su belleza como por su carácter violento. Rackham invirtió en ella muchas de las riquezas que había conseguido durante sus saqueos y pillajes.
Cuando la relación entre Rackham y Bonny se hizo pública, el gobernador de Nueva Providencia amenazó a ambos con azotar a Anne por adulterio. Para evitar que Bonny fuese castigada, la pareja convino en hacerse con una tripulación y robar un balandro propiedad de un marinero llamado John Ham. Muchos de los tripulantes se negaron a viajar con una mujer por lo que esta adoptó vestiduras de hombre y comenzó a hacerse llamar Adam Bonny. Dice la leyenda que su mayor premio durante esos años lo consiguieron al secuestrar tres buques españoles que llevaban un gran botín de oro y joyas procedente de Matanzas (Cuba) y que provenía de las familias más ricas de la isla; el ataque se produjo en Cayo Esquivel (Cuba). 
La tripulación de Rackham erró por el Caribe durante dos meses, tiempo durante el cual se unió a la banda otra mujer pirata llamada Mary Read, que viajaba disfrazada de marinero en uno de los barcos que capturaron y que se hacía llamar Mark Read. Hicieron escala en Cuba en una ocasión para dejar en tierra al hijo que Bonny y Rackham habían engendrado y a continuación pusieron rumbo a las costas de Jamaica.
En octubre de 1719 fueron arrinconados por una goleta armada por el gobernador Nicholas Lawes y comandada por el cazador de piratas Jonathan Barnet en Dry Harbour Bay, Jamaica. Al no tener escapatoria, Rackham y sus acólitos decidieron pasar sus últimas horas antes de ser capturados emborrachándose por última vez. 
Rackham y su tripulación fueron juzgados y condenados al patíbulo en Spanish Town, el 27 de enero de 1720. Es probable que coincidieran en prisión con su antiguo capitán y socio Charles Vane, quien también había sido apresado por los británicos tiempo atrás. A Anne, a pesar de su condición de prisionera (su sentencia a la horca estuvo suspendida temporalmente por estar embarazada de Jack), se le permitió visitar a Jack en su celda antes de que fuese ejecutado.
Rackham fue conducido al cadalso de Gallows Point, en Port Royal, el 18 de noviembre de 1720. Tras ser ahorcado él y sus hombres, el cuerpo del capitán pirata fue embreado y encerrado en una jaula para exhibirlo hasta la completa putrefacción en uno de los cayos de Port-Royal, que se empezó a conocer desde entonces como "Cayo Rackham". Se dice que las últimas palabras de Jack "el Calicó" en el cadalso fueron: «Desdichado sea aquel que encuentre mis innumerables tesoros, ya que no habrá barco ninguno que encima pueda cargarlos todos».

## En la cultura popular
- En la serie Black Sails Jack Rackham es uno de los personajes principales, interpretado por el actor Toby Schmitz.
- La banda alemana de Power Metal  Running Wild tiene una canción referente en su disco de 1988 Port Royal el cual tiene temáticas pirata.
- En el videojuego Assassin's Creed IV: Black Flag aparece como uno de los personajes.
- El mangaka Eiichirō Oda, creador de One Piece, se basó en el pirata Jack Rackham y su apodo Calicó para nombrar a sus personajes Jack la Sequía y Calico Yorki.
- Calicó Jack es coprotagonista, junto con Mary Read y Anne Bonny, de la novela Sí, mi capitana, de Diana Gutiérrez.
- Calicó Jack también aparece en la serie de HBO MAX llamada “Our Flag Means Death” en la temporada 1, episodio 8, llamado “Una emboscada”.
- En los Libros y serie de Netflix Octonautas en tierra firme, serie secuela de Octonautas, hay un personaje llamado Calicó Jack que es un gato antropomórfico cuyo nieto Kwazii es el protagonista.
- Un personaje mencionado en el universo de los cómics del historietista Hergé Las Aventuras de Tintín, un antepasado del Capitán Archibald Haddock, combatió un pirata al cual se le llama Rackham El Rojo, cuyo personaje comparte el mismo apellido que Jack Rackham.